# Marathon van Enschede 2004
De marathon van Enschede 2004 werd gelopen op zondag 16 mei 2004. Het was de 36e editie van deze marathon.
De Ethiopiër Girma Tola snelde bij de mannen naar de overwinning in 2:10.33. De Nederlandse Nadezhda Wijenberg won bij de vrouwen in 2:31.23.
In totaal finishten er 391 marathonlopers, waarvan 364 mannen en 27 vrouwen.
Naast de hele marathon, kende het evenement ook een halve marathon en een 10 kilometer.

## Uitslagen

### Mannen
| rang   | naam                         | land | tijd    |
| ------ | ---------------------------- | ---- | ------- |
| Goud   | Girma Tola                   | ETH  | 2:10.33 |
| Zilver | Luke Kibet                   | KEN  | 2:11.13 |
| Brons  | Degene Nigussie              | ETH  | 2:13.53 |
| 4      | Teferi Bacha                 | ETH  | 2:14.09 |
| 5      | Jackson Kipchumba Kipngetuny | KEN  | 2:15.37 |
| 6      | Abiyote Guta                 | ETH  | 2:15.56 |
| 7      | James Kipketer               | KEN  | 2:16.14 |
| 8      | Mengich Jacob                | ETH  | 2:18.24 |
| 9      | Linus Ngetich                | KEN  | 2:21.13 |
| 10     | Philip Cheruiyot             | KEN  | 2:21.38 |

### Vrouwen
| rang   | naam               | land | tijd    |
| ------ | ------------------ | ---- | ------- |
| Goud   | Nadezhda Wijenberg | NED  | 2:31.23 |
| Zilver | Tigist Abidi       | ETH  | 2:38.00 |
| Brons  | Petra Kaminikova   | CZE  | 2:41.12 |
| 4      | Jane Rotich        | ETH  | 2:47.00 |
| 5      | Brigit Landewe     | KEN  | 3:01.18 |

1947 ·
1949 ·
1951 ·
1953 ·
1955 ·
1957 ·
1959 ·
1961 ·
1963 ·
1965 ·
1967 ·
1969 ·
1971 ·
1973 ·
1975 ·
1977 ·
1979 ·
1981 ·
1983 ·
1985 ·
1987 ·
1989 ·
1991 ·
1992 ·
1993 ·
1994 ·
1995 ·
1996 ·
1997 ·
1998 ·
1999 ·
2000 ·
2001 ·
2002 ·
2003 ·
2004 ·
2005 ·
2006 ·
2007 ·
2008 ·
2009 ·
2010 ·
2011 ·
2012 ·
2013 ·
2014 ·
2015 ·
2016 ·
2017 ·
2018 ·
2019 ·
2020 · 2021 ·
2022 ·
2023 ·
2024 ·
2025